# Sucussão
Sucussão é, na homeopatia, a maneira pela qual são dinamizados os medicamentos. O processo pode ser manual ou mecânico.
O processo manual é feito batendo-se o frasco contra um anteparo por 100 vezes,  o que é, dependendo do número de vezes, uma farmacotécnica dinamizadora ( centesimal hahnemanniana, decimal, fluxo contínuo (medido em mfc), korsacof, ou cinquenta milesimal) . Este movimento deve ser feito com constância. Hahnemann usava um livro como anteparo, formando um ângulo de 90°.
O processo mecânico é feito através de máquinas ou braços mecânicos.